# Bladdimorfie
Bladdimorfie is de botanische term voor het verschijnsel dat aan een plant twee verschillende soorten bladeren voorkomen. Als de bladeren, afhankelijk van de hoogte aan de stengel een verschillende vorm hebben, heet dit heterofyllie. Als ongelijk gevormde bladeren in eenzelfde zone of aan dezelfde knoop voorkomen, heet dit anisofyllie.
Planten die slechts één vorm van bladeren hebben, zoals de wijfjesvaren (Athyrium filix-femina), worden isomorf, monomorf, isofyl, homofyl of gelijkbladig genoemd.

## Heterofyllie
Bladdimorfie komt onder andere voor bij de varens. Zo hebben bij de struisvaren (Matteuccia struthiopteris) de onvruchtbare bladeren geveerde, gelobde of gedeelde blaadjes en zijn de vruchtbare bladeren (sporofyllen) geveerd met deelblaadjes die tot aan de nerf ingerold zijn. Dit is een vorm van heterofyllie. Klimop vertoont ook heterofyllie: de stengelbladen hebben de bekende klimop-bladvorm, maar de bloeistengels hebben bladen zonder de kenmerkende lobben. Het verschijnsel van heterofyllie is verder waarneembaar bij waterplanten, waar er een onderscheid kan zijn tussen de onderwaterbladen en de drijfbladen. Bij de fijne waterranonkel (Ranunculus aquatilis) zijn de onderwaterbladen fijn verdeeld in draadvormige slippen en de drijfbladen hebben een min of meer aaneengesloten bladschijf, daarnaast zijn er nog overgangsbladen. Deze vorm van heterofyllie is een aanpassing aan het milieu.
De term heterofyllie slaat op eventueel meer dan twee vormen van bladeren aan een plant.

## Anisofyllie
Bij Selaginella (Engels mos) is een anisofylle plant: er bevinden zich aan de liggende of opstijgende stengels twee rijen bovenliggende (dorsale) bladen die wat kleiner zijn en twee rijen zijdelingse (laterale) bladen die vaak iets groter zijn.

Voorbeelden van bladdimorfie
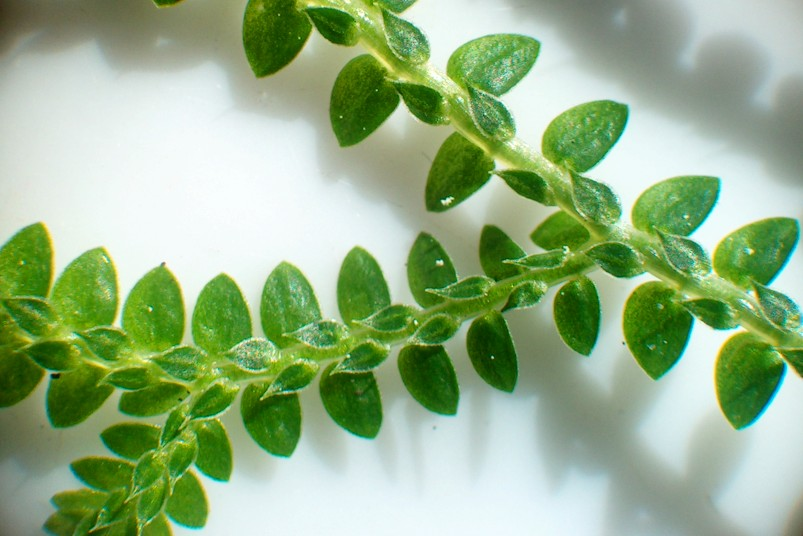
Selaginella apoda; stengels met kleine dorsale en grotere laterale bladen.
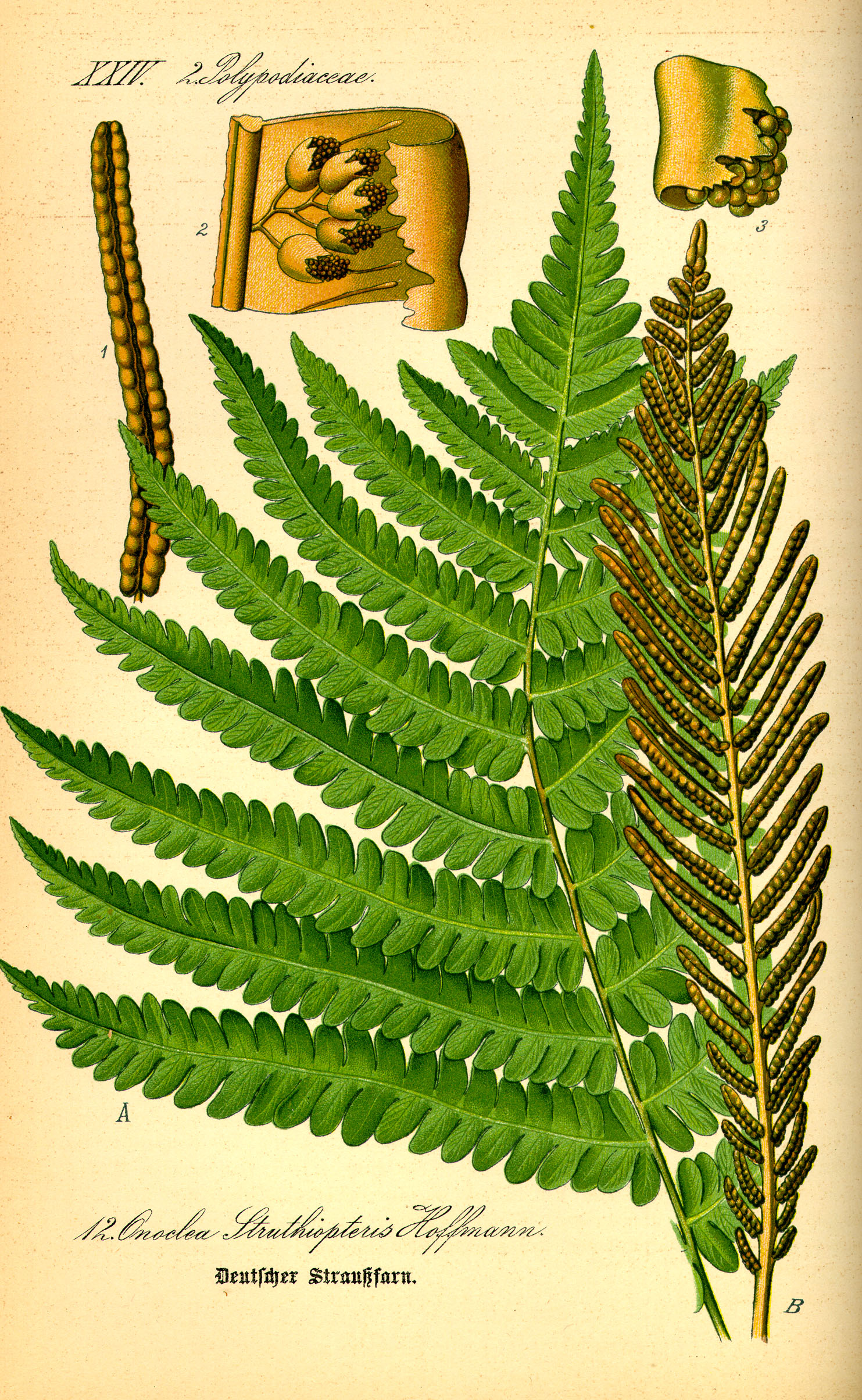
Bladdimorfie bij de struisvaren. A: onvruchtbaar blad; B: vruchtbaar blad
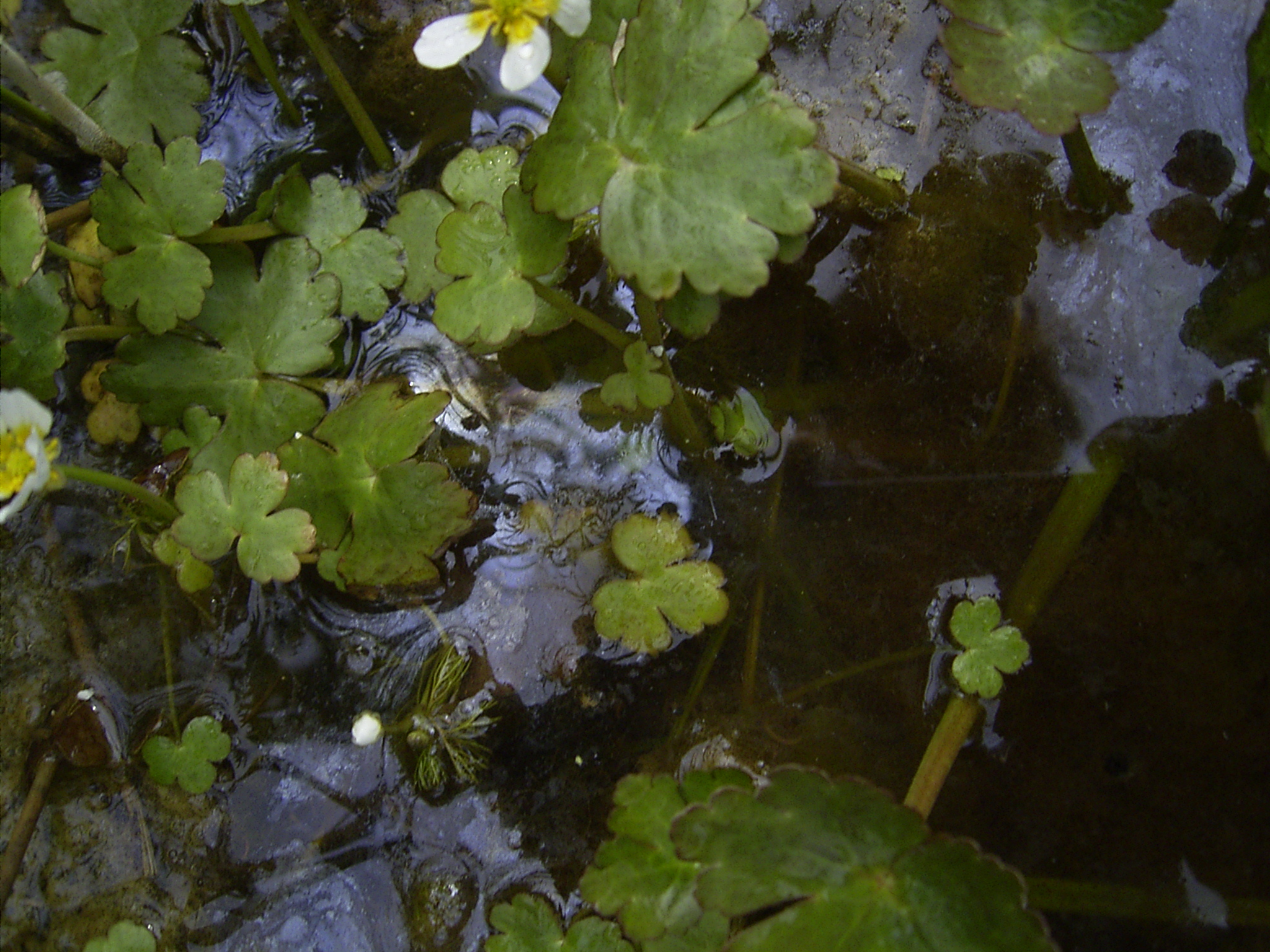
Onderwater- en drijfbladen van de fijne waterranonkel.
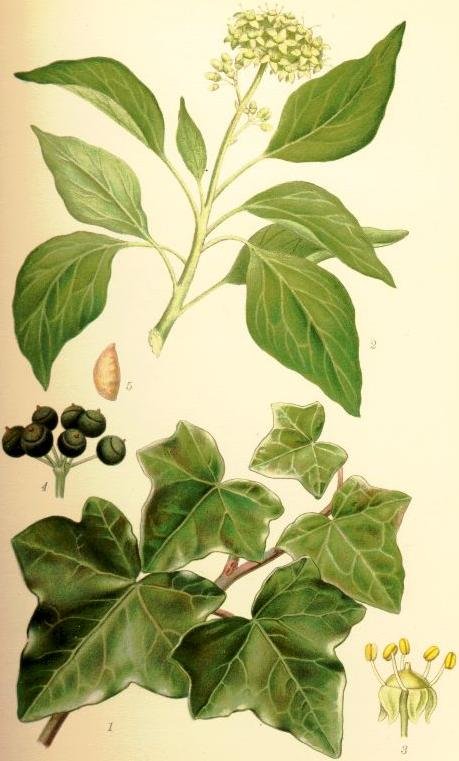
Bladen van vegetatieve en van bloeiende tak bij klimop.
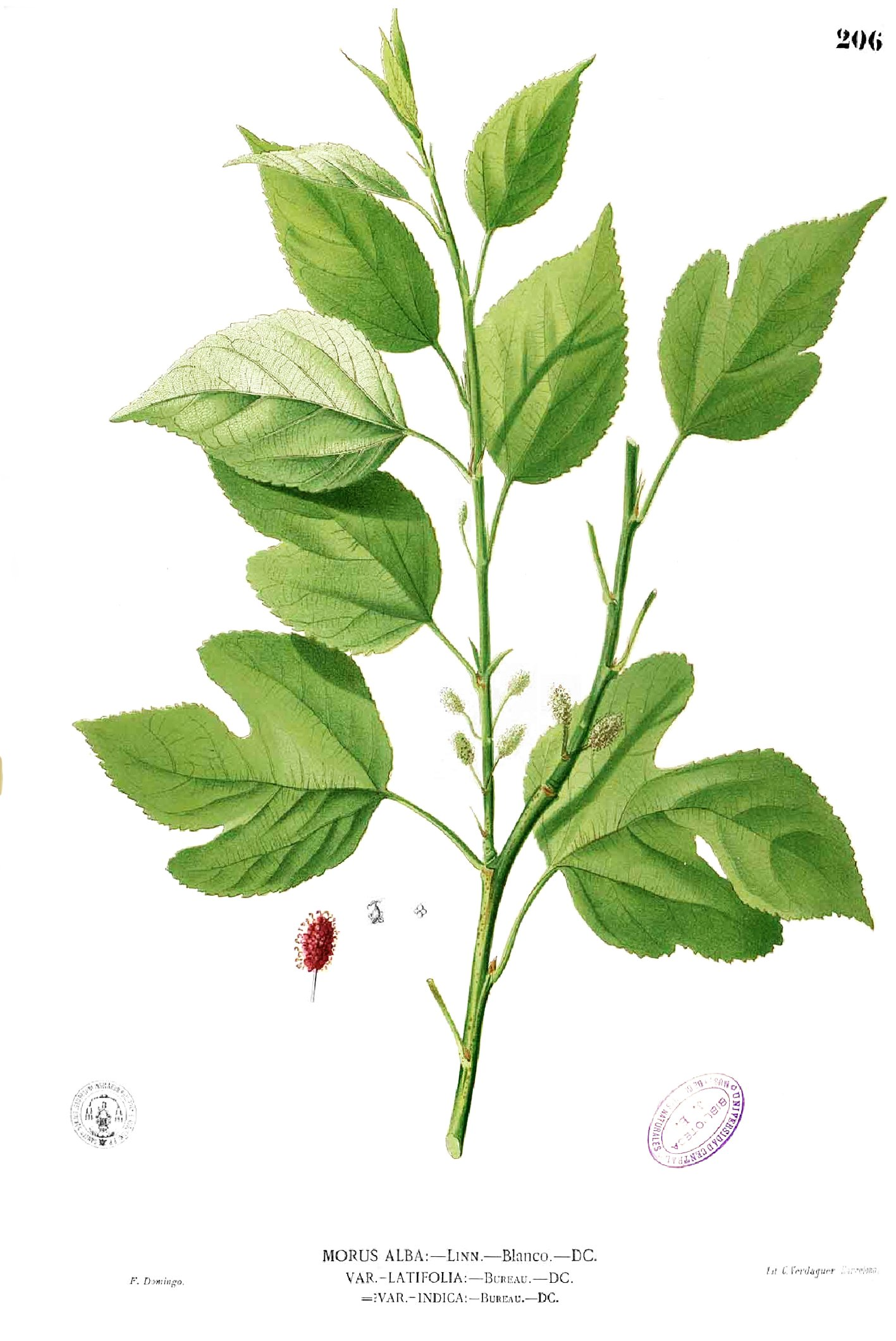
Heterofyllie aan een tak bij moerbei.